# Suldal
Suldal ist eine Kommune im norwegischen Fylke Rogaland. Die Kommune hat 3939 Einwohner (Stand: 1. Januar 2025). Verwaltungssitz ist die Ortschaft Sand. Die Gemeinde gehört zu den größten Energieproduzenten Norwegens.

## Geografie

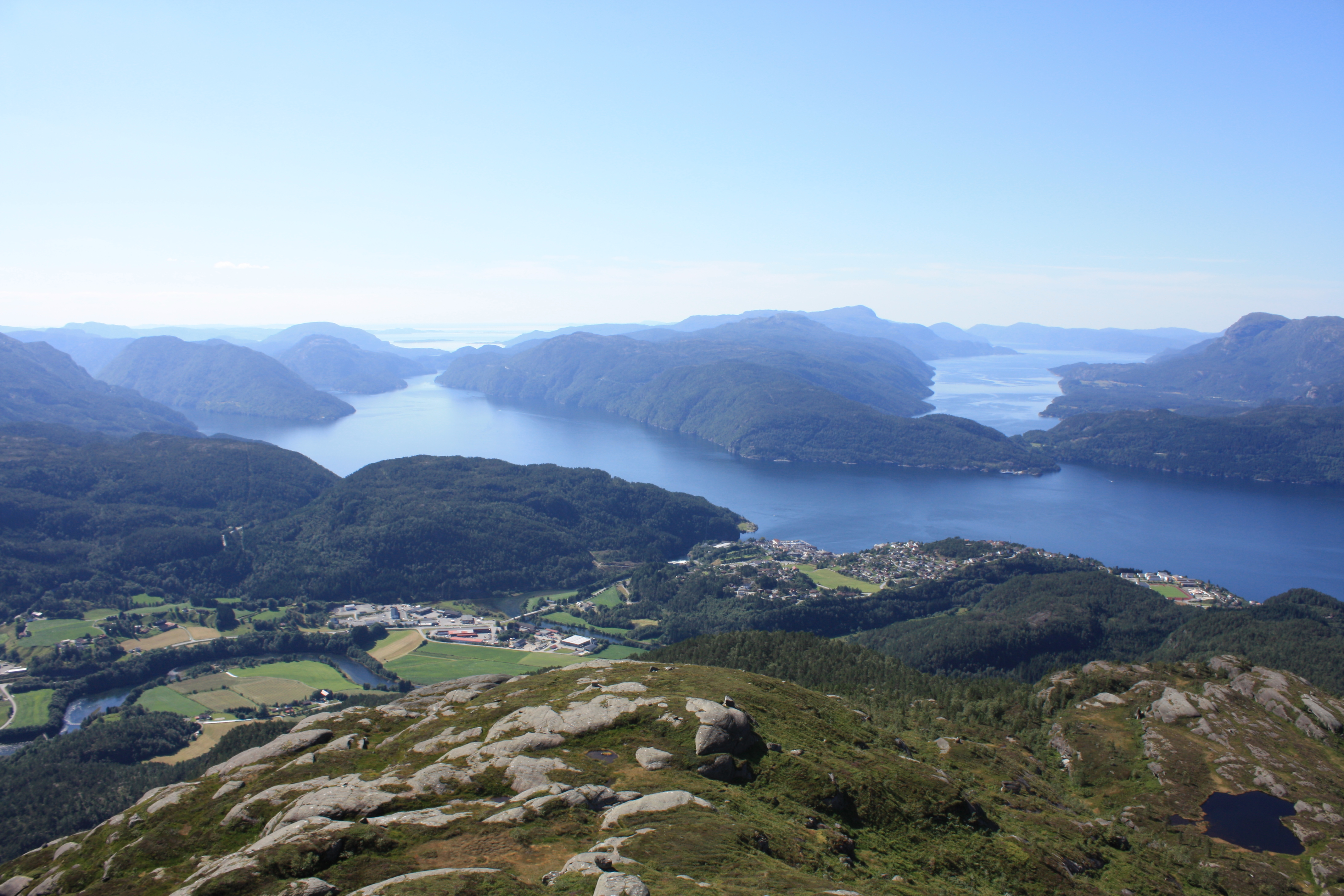
Blick auf Sand und den Sandsfjord

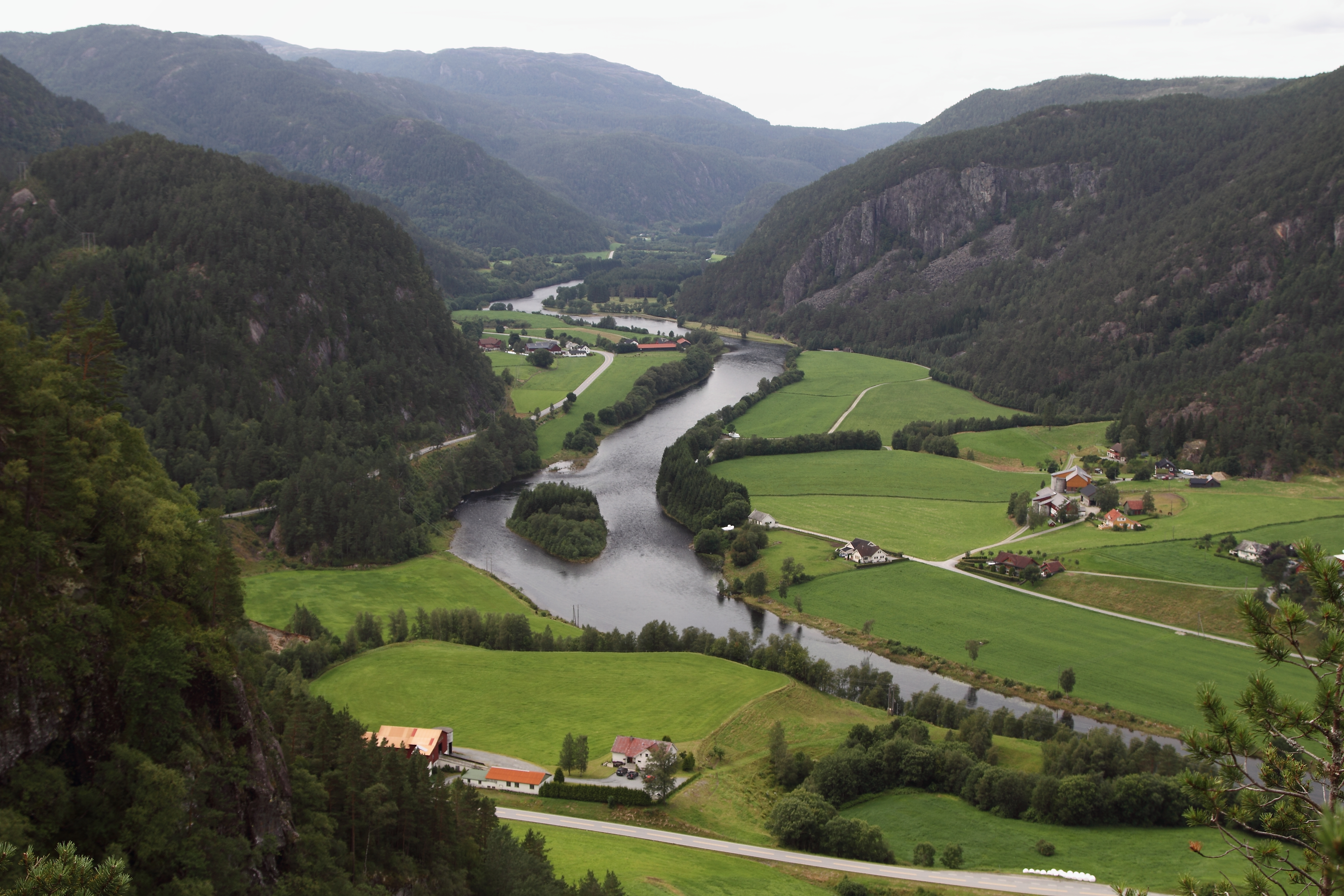
Blick auf Tal bei Herabakka

Suldal liegt im Nordosten der Landschaft Ryfylke. Die Gemeinde grenzt an Sauda und Ullensvang im Norden, Vinje im Nordosten, Bykle im Osten, Hjelmeland im Süden sowie Vindafjord und Etne im Nordwesten. Des Weiteren besteht im Südwesten eine im Boknafjord verlaufende Grenze zur Gemeinde Stavanger und im Westen eine im Meeresarm Vindafjorden verlaufende Grenze zu Tysvær. Die Grenzen zu den Kommunen Etne und Ullensvang im Norden stellen zugleich die Grenze zwischen den Fylkern Rogaland und Vestland dar, die Kommune Vinje liegt in Telemark und Bykle im Fylke Agder.
In das Gebiet der Kommune schneidet sich mit dem Sandsfjord ein Seitenarm des Boknafjords von Südwesten kommend in das Land ein. Der Fjord unterteilt sich etwa auf Höhe der Ortschaft Sand in den nach Norden reichenden Arm Saudafjorden und den in den Osten abknickenden Arm Hylsfjorden. Im Gemeindeareal liegen des Weiteren mehrere Seen, so unter anderem Sandsavatnet und Suldalsvatnet. Im Südosten gehört ein Teil des Blåsjø zu Suldal. Vom Suldalsvatn im Osten Richtung Sand verläuft das Tal Suldal, durch welches der Fluss Suldalslågen fließt.
Die Erhebung Vassdalseggi stellt mit einer Höhe von 1658,2 moh. den höchsten Punkt der Kommune Suldal und des Fylkes Rogaland dar. Der Berg liegt im Nordosten an der Grenze zur Telemark.

## Einwohner
Die Einwohner konzentrieren sich zu einem größeren Teil entlang des Flusses Suldalslågen. Sand ist der einzige sogenannte Tettsted, also die einzige Ansiedlung, die für statistische Zwecke als eine städtische Siedlung gewertet wird. Zum 1. Januar 2024 lebten dort 1218 Einwohner.
Die Einwohner der Gemeinde werden Suldøl genannt. Offizielle Schriftsprache ist wie in vielen Kommunen in Rogaland Nynorsk, die weniger weit verbreitete der beiden norwegischen Sprachformen.
| Jahr          | 1986 | 1990 | 1995 | 2000 | 2005 | 2010 | 2015 | 2020 | 2025 |
| ------------- | ---- | ---- | ---- | ---- | ---- | ---- | ---- | ---- | ---- |
| Einwohnerzahl | 4410 | 4119 | 4102 | 4043 | 3901 | 3849 | 3892 | 3804 | 3939 |

## Geschichte

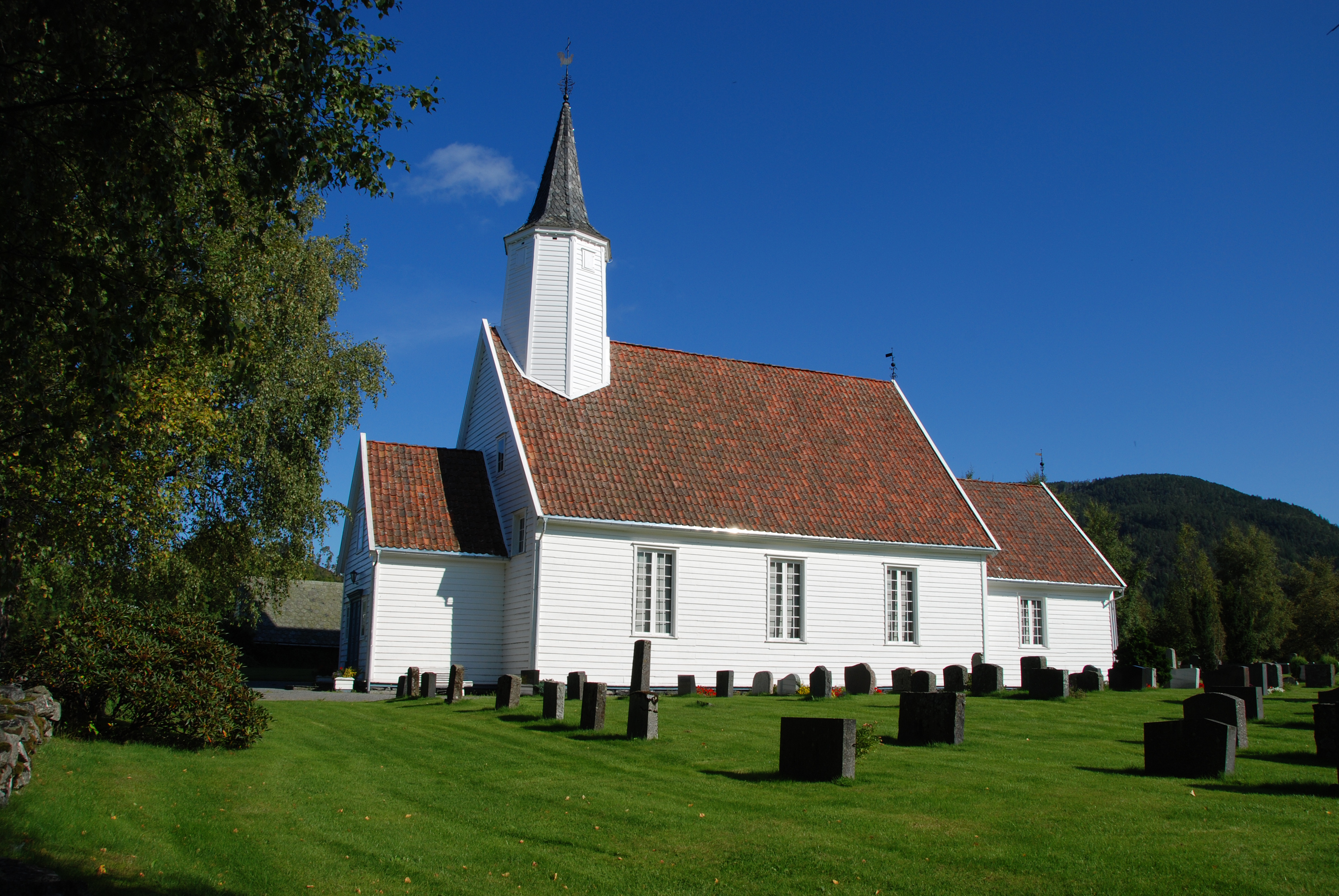
Jelsa kyrkje

Die Kommune Suldal wurde nach der Einführung der lokalen Selbstverwaltung im Jahr 1837 gegründet. Im Jahr 1842 wurde das damals von 1584 bewohnte Sauda abgespalten und eine eigenständige Gemeinde. Suldal verblieb mit 2030 Einwohnern. Zum 1. Januar 1965 wurden die Kommune Suldal mit 1412, Sand mit 1135 und Erfjord mit 610 Einwohnern zur neuen Gemeinde Suldal zusammengelegt. Zudem wurde ein von 928 Personen bewohntes Areal von Jelsa und ein von 61 Personen bewohntes Areal der damaligen Gemeinde Imsland an Suldal überführt.
Im Rahmen von Arbeiten für den Ausbau eines Wasserkraftwerks wurde unter anderem ein steinzeitlicher Siedlungsplatz ausgegraben, dessen Alter auf etwa 4000 Jahre geschätzt wurde. In der Ortschaft Sand liegt das Museum Ryfylkemuseet. In der Gemeinde liegt unter anderem die Suldal kyrkje, eine Holzkirche aus dem Jahr 1852. Die Sand kyrkje in Sand wurde im Jahr 1853 erbaut und ist ebenfalls eine Holzkirche. Die älteste Kirche ist die Holzkirche Jelsa kyrkje aus dem Jahr 1647. Sie wurde sowohl in den 1850er- als auch in den 1950er-Jahren restauriert.

## Wirtschaft und Infrastruktur

### Verkehr
Durch die Kommune führt der Riksvei 13. Die Straße führt im Süden von Hjelmeland kommend zunächst bis nach Sand Richtung Norden. Bei Sand knickt sie nach Osten ab und sie führt im weiteren Verlauf parallel zum Fluss Suldålslagen Richtung Suldalsvatnet. An dessen Nordufer verläuft die Straße weiter und knickt dann erneut nach Norden und somit in die Kommune Ullensvang ab, wo sie die Europastraße 134 (E134) kreuzt. Die E134 stellt in West-Ost-Richtung die Verbindung zwischen Westnorwegen und der südwestlich von Oslo gelegenen Stadt Drammen her. In ihrem Verlauf nach Süden stellt der Riksvei 13 eine Anbindung zu Stavanger her. Vom Riksvei 13 zweigt zudem der Fylkesvei 46 ab, welcher in den westlich des Sandsfjord gelegenen Bereich der Kommune und weiter nach Vindafjord führt. Die Anbindung nach Sauda geschieht über den Fylkesvei 520, der am Westufer des Saudafjords vom Fylkesvei 46 abzweigend Richtung Norden führt.

### Wirtschaft

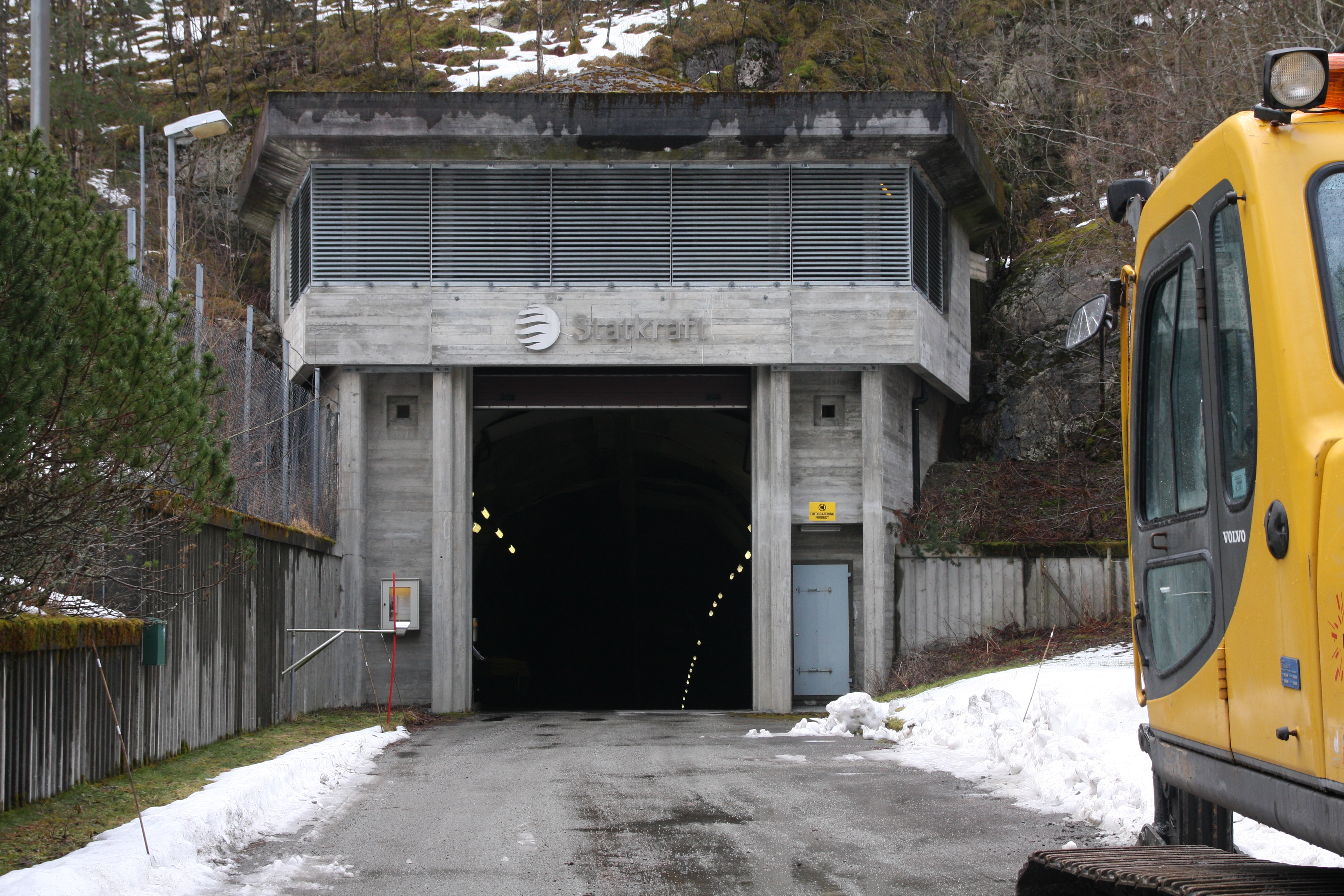
Eingang zum Kraftwerk Kvilldal

In der Landwirtschaft sind vor allem die Tierhaltung und dabei insbesondere die Rinder- und Schafshaltung von größerer Bedeutung. Des 
Weiteren wird Obst angebaut, wobei Pflaumen weiter verbreitet sind. Verglichen mit den anderen Kommunen des Fylkes Rogaland hatte Suldal im Jahr 2015 die größte Holzernte. In der Industrie spielt vor allem der Bergbau mit einem größeren Steinbruch eine wichtigere Rolle. In der Gemeinde liegen zudem mehrere größere Wasserkraftwerke, wobei das Kraftwerk Kvilldal mit einer jährlichen Durchschnittsproduktion von etwa 3612 GWh das größte ist. Zwei weitere Kraftwerke erreichen ebenfalls über 1000 GWh. Suldal gilt damit als Norwegens bedeutendste Gemeinde im Bereich der Wasserkraft. Im Jahr 2020 arbeiteten von 1952 Arbeitstätigen 1563 in Suldal selbst, der Rest verteilte sich auf Kommunen wie Sauda und Stavanger.

## Name und Wappen
Das seit 1976 offizielle Wappen der Kommune zeigt auf rotem Hintergrund drei goldene Linien, die den Fluss Suldålslagen darstellen sollen. Suldal wurde im Jahr 1295 im Zusammenhang als af Suladale erwähnt. Der Bestandteil „-dal“ steht dabei für „Tal“, die Bedeutung des ersten Namensbestandteils ist nicht genau geklärt.